# リチャード・ウィンターズ
“ディック”リチャード・デーヴィス・ウィンターズ（英語: Richard Davis "Dick" Winters、1918年1月21日 - 2011年1月2日）は、アメリカ合衆国の軍人。第二次世界大戦中、アメリカ陸軍第101空挺師団第3旅団戦闘団第506歩兵連隊第2大隊E中隊の中隊長などを務めた。
1944年6月6日（D-デイ）未明、ノルマンディーにパラシュート降下しフランス、ベルギー、オランダ各地を転戦、数々の戦闘を指揮し最終的にはドイツ入りした。大戦末期には第2大隊の大隊長まで昇進している。大戦後、軍を除隊しニュージャージー州で働きながら市民生活を送っていたが、朝鮮戦争中の1951年に陸軍から招集を受け、朝鮮半島には派遣されなかったもののニュージャージー州のフォート・ディックスで士官の訓練や連隊の計画立案などに携わった。軍を除隊後、いくつか職を変えた後、農機具を販売する会社を設立し経営した。
ウィンターズについて何冊もの本が書かれ、2001年にはウィンターズを中心とするE中隊の戦いを描いた米HBO制作のTVドラマ『バンド・オブ・ブラザース』が放映された。このドラマではダミアン・ルイスがウィンターズ役を演じている。この他、ウェストポイントにあるアメリカ陸軍士官学校では定期的に客員講師を務めていた。1997年に引退し、2011年1月に死去したが、E中隊の中隊長経験者では最後に亡くなった人物であった。

## 生い立ち
1918年1月21日、ペンシルベニア州ニューホーランドで父リチャードと母イディスの間に生まれる。8歳のときにランカスターに引っ越し、1937年ランカスター・ボーイズ・ハイスクールを卒業、フランクリン・アンド・マーシャル・カレッジへ入学した。
同校では学生クラブ「デルタ・シグマ・ファイ」のメンバーとなり、校内フットボール部やバスケットボール部に所属した。だが学業を優先させ、学費も稼がなければならなかったので、一番好きなレスリングや社会活動などは断念した。1941年、首席で同校を卒業したころ欧州で戦争が本格化し、ウィンターズは陸軍に入隊した。

## 軍歴

### 第二次世界大戦～訓練期

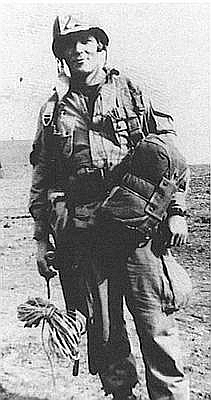
キャンプ・トコアでのウィンターズ。1942年。

当時制定されたばかりの選抜訓練徴兵法 (Selective Training and Service Act of 1940) によって成年男子には1年間の兵役が義務付けられていたこともあり、ウィンターズは徴兵によるビジネスキャリアの中断を避けるため、1941年8月25日に軍に入隊し、9月からカリフォルニア州のキャンプ・クロフトで基礎訓練を受けた。基礎訓練修了後、所属する大隊の他の者はパナマへ派遣されたが、ウィンターズはキャンプ・クロフトに残って他の徴集兵や志願兵の訓練を手伝った。1942年4月、ジョージア州フォートベニングの士官候補生学校に入学し、大戦の終わりまで第101空挺師団で共に戦い抜く戦友のルイス・ニクソンに出会った。1942年7月2日、士官候補生学校を卒業し少尉に任官した。
候補生訓練の間にウィンターズは空挺兵になる決心をしていた。だが卒業した時点ではパラシュート部隊に適当な配属先が無かったため、キャンプ・クロフトに戻り徴集兵の訓練を続けた。5週間後、ウィンターズはジョージア州キャンプ・トコアの第506パラシュート歩兵連隊に配属された。
1942年8月中旬にトコアに到着したウィンターズは、第506パラシュート歩兵連隊第2大隊E中隊、ハーバート・ソベル中尉（後に大尉）の下に配属された。はじめは第2小隊長であったが、同年10月に中尉に昇進してE中隊の副隊長となった。ただしこれは1943年5月になるまでは正式なものではなかった。第506パラシュート歩兵連隊は実験的部隊であり、組織された一つの部隊として空挺訓練を行う最初のパラシュート歩兵連隊であった 。トコア基地に来る前に軍事訓練を受けた経験のある者がほとんどいなかったこともあり、結果として訓練中に多くの人員が脱落した。志願した500名の士官候補生のうち、訓練課程を修了したものはわずか148名であり、一般隊員においても5,300名の志願兵から選ばれたのはわずか1,800名であった。
1943年6月10日、第506パラシュート歩兵連隊は正式に第101空挺師団に編成された。同年、兵員輸送船サマリア号に乗り込み、1943年9月15日イングランドマージーサイド州リバプールに到着した。以後ウィルトシャー州アルドボーン基地を拠点として、1944年に計画されたヨーロッパ侵攻の準備のため激しい訓練をおこなった 。
1943年11月12月、E中隊がアルドボーンに駐屯中に、ウィンターズとソベルの確執は頂点に達した。ウィンターズは以前から個人的にソベルの戦闘時における中隊指揮能力に疑問を感じており、さらに多くの中隊員はウィンターズの力量を尊敬する一方でソベルの統率力を疑うようになっていた。
ウィンターズは、中隊の指揮権を巡ってソベルと争うつもりは決してなかったと述べているが、ソベルが法を根拠にウィンターズの失敗を責めようとするにあたって状況は手がつけられない状況になった。ウィンターズは処罰が不公平であると感じ、裁定を軍法会議にかけることを要請した。大隊長ストレイヤー少佐は罰則を破棄することで事を収めようとしたが、翌日ソベルはウィンターズに別の問責をかけた。調査が行われる間、ウィンターズは中隊から転属させられ、大隊付の糧秣担当将校に任じられた。
この後、ウィンターズの引き留めにも拘らず、中隊の下士官多数が連隊長ロバート・シンク大佐に対し、ソベルを更迭するか、さもなくば軍を辞めると詰め寄った。
不機嫌になったシンクは、辞表を提出した下士官を降格又は他の中隊へ転属させるなどの処分を下す一方で、問題解決のためソベルを転属させる決断をした。ソベルは医師や従軍牧師などの降下訓練のために新設されたパラシュート降下訓練校に赴任することとなった。ウィンターズの軍法会議の件は無効となり第1小隊長としてE中隊に復帰した。なお、こうした個人同士の確執があったにもかかわらず、ウィンターズは後に「E中隊の成功の一端は、ソベルが中隊に大いに期待をかけ精力的な訓練をしたことによるものであると感じる」と述べている。1944年2月、ソベルの後任としてトーマス・ミーハン中尉が中隊長に着任した。

### ノルマンディー降下作戦
トーマス・ミーハン中尉はトンガ作戦まで中隊長を務めたが、当日6月6日午前1：15頃、中隊幹部と共に座乗したC-47輸送機がドイツ軍の対空砲によって撃墜され、戦死した。ウィンターズはサン・メール・エグリーズの村はずれに降下することに成功した。降下時の衝撃で装具を入れたレッグ・バッグを紛失しブーツに挟んだ銃剣以外武器がなかったが、冷静さを保ち、共に降下したパラシュート兵（第82師団の者もいた）を数人まとめ目的地サン・マリー・デュモンへと進軍を開始した。この時点ではミーハンの身に何が起きたのかを知る由もなかったが、ミーハンが行方不明であったことからウィンターズは代わって作戦中のE中隊の指揮をとることとなった。
6日の朝7時ごろ、ウィンターズは米軍上陸地点のユタ・ビーチを射程に収めるドイツ軍の105ミリ砲塁を破壊するため部隊を率いた。砲塁の守備にあたっているドイツ兵の数は50名程と見られていたが、米軍側はウィンターズを含めが13人だけであった。ル・グラン・シェマン村の南部ブレクール・マノールで行われたこの戦いは、ブレクール砲塁攻略戦（英語: Brécourt Manor Assault）と呼ばれ、ウェストポイントの陸軍士官学校では固定陣地を強襲する手本とされ演習で実践されている。またこの攻略戦においてウィンターズは、ユタ・ビーチ区域におけるドイツ軍の砲台陣地が細かく記載された地図を入手している。
1944年7月1日、ウィンターズは大尉に昇進し、その翌日第1軍司令官オマール・ブラッドレー中将から殊勲十字章を授与された。その後第506連隊は再編成のためフランスから英国アルドボーンへ一時撤退した。
1944年9月、第506連隊はオランダでの空挺作戦マーケット・ガーデン作戦に参加した。10月5日、ドイツ軍は米第2大隊の側面に攻撃を仕掛けて米戦線を突破しようとし、この時パトロール中のE中隊4名を負傷させた。指揮所に戻った斥候隊から中隊指揮所の東1200mのところでドイツ軍の大部隊に遭遇したとの報告がなされた。状況の重要性を認識したウィンターズは第1小隊から1分隊を率い、ドイツ軍の南方つまり大隊指揮所に向けて機関銃を撃っているのが目撃された交差点へ向かった。ウィンターズは敵軍の位置を確認してから敵機関銃手を急襲すべく分隊を連れ攻撃をかけた。その陣地を確保してから直ぐに反対側のドイツ軍から銃撃を浴びせられた。その陣地は少なくとも小隊以上の兵力があったとみられ、ウィンターズは無線で第1小隊の残りを増援として送るよう命令し、この増援部隊を率いて強襲し敵部隊を壊滅させた。後日の調べでこのときのドイツ側の兵力は少なくとも300名以上（55名戦死、負傷およそ100名、捕虜11名）であったことが分かっているが、これに対しウィンターズら米側の兵力は35名（1名戦死、22名負傷）であった。
10月9日、ウィンターズは大隊付副隊長に任命された。通常この地位は少佐に与えられるが、ウィンターズはまだ大尉のうちに任命された。
1944年12月16日、ドイツ軍はベルギー・アルデンヌで連合国に対する反攻に転じた。第101空挺師団がバストーニュへ向かったのは12月18日のことである。後に「バルジの戦い」として知られるこの戦いの間、ウィンターズは第2大隊の副隊長としてバストーニュの北西にあるフォイの町近くの前線にいた。第101空挺師団と第10機甲師団の一部がドイツ軍に包囲され苦戦したが、1週間後第3軍がバストーニュを包囲していたドイツ軍の防衛線を突破した。 包囲から解放された後、1945年1月9日、第2大隊はフォイへ攻撃をかけ陥落させた。
1945年3月8日、第2大隊がアグノーへ移動した後、ウィンターズは少佐に昇進し、その後大隊長ストレイヤー中佐が副連隊長に昇進したことから第2大隊長に任命された。これ以降、第2大隊は大規模な戦闘には参加していない。 
4月になると、その月末に予定されていたバイエルン州配属の前にライン川沿いの防衛任務を行なった。5月始め第101空挺師団はベルヒテスガーデンを奪取せよとの命令をうけた。第2大隊はタールハイムを出発して1945年5月5日正午には町に到達し、3日後の5月8日に戦争が終わるまでその場所にいた。
ウィンターズは戦争が終わった後も、自身は合衆国に帰るのに十分なポイント（points）をもっていたが、ドイツでの占領任務や動員解除の処理のために必要だと言われ、1945年11月4日にマルセイユからウースター・ヴィクトリー号に乗り、帰国するまで欧州に残った。その後1945年11月29日に軍を離れたが、正式に除隊したのは1946年1月22日で、それまでは除隊休暇扱いになっていた。
ウィンターズはブレクール・マノールでの戦闘を指揮した功績から名誉勲章に推薦されていたが、名誉勲章には一師団につき一名までという割り当て制があり、第101空挺師団では既にロバート・コール中佐が受勲していたため、米陸軍で名誉勲章に次いで2番目に栄誉ある殊勲十字章への推薦に格下げされた。テレビで『バンド・オブ・ブラザース』が放映されてからは、ウィンターズに名誉勲章受勲を要望する手紙を書くキャンペーンなども行われたが、不成功に終わり受章はならなかった。2009年の第111議会では、ペンシルベニア選出民主党国会議員ティム・ホールデン が"To authorize and request the President to award the Medal of Honor to Richard D. Winters, of Hershey, Pennsylvania, for acts of valor on June 6, 1944, in Normandy, France, while an officer in the 101st Airborne Division." とする議案を提出し、下院軍事委員会および軍人事小委員会で審議されている。

### 朝鮮戦争

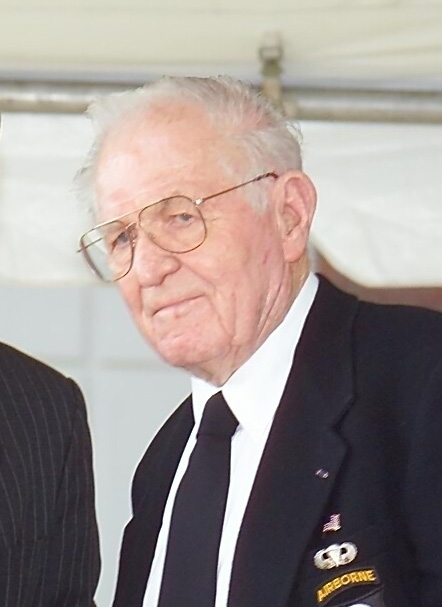
ディック・ウィンターズ近影（2004年撮影）

第二次大戦後、ウィンターズは戦友ルイス・ニクソン大尉の一族が経営するニュージャージー州エジソンのニクソン硝酸化成工場に入社し、1950年には工場長に昇進した。1948年5月16日にエセル・エストッピーと結婚、復員軍人援護法（GI法）を利用しラトガース大学で経営と人事管理を専攻した
朝鮮戦争中の1951年6月、陸軍に現役として再招集され、ケンタッキー州フォート・キャンベルの第11空挺師団への出頭命令を受けた。だが、出頭まで6か月の猶予があったため、ウィンターズはその期間を利用して陸軍が自分を朝鮮半島に送らないよう説得するつもりでワシントンD.C.へ行き、アンソニー・マコーリフ大将に直談判した。「自分はもう戦争を充分見た」と言うウィンターズをマコーリフは理解したようではあったが、なおウィンターズの指揮官としての経験が必要だと説いた。ウィンターズはマコーリフの説得を受け、フォート・ディックスで作戦計画と訓練担当の連隊付幕僚に任命された。 
フォート・ディックスでは、仕事に幻滅を感じるようになった。自己鍛錬の精神に欠け、講義を頻繁に欠席する士官候補生達に対して何の熱意も持てなかったのである。結果としてウィンターズはレンジャー・スクール（Ranger school）に行くことを志願した。その後、朝鮮半島への派遣命令を受けてワシントン州シアトルに向かったが、配属前手続きで希望するなら除隊してもかまわないとの申し出を受け、軍を除隊した。

## 晩年

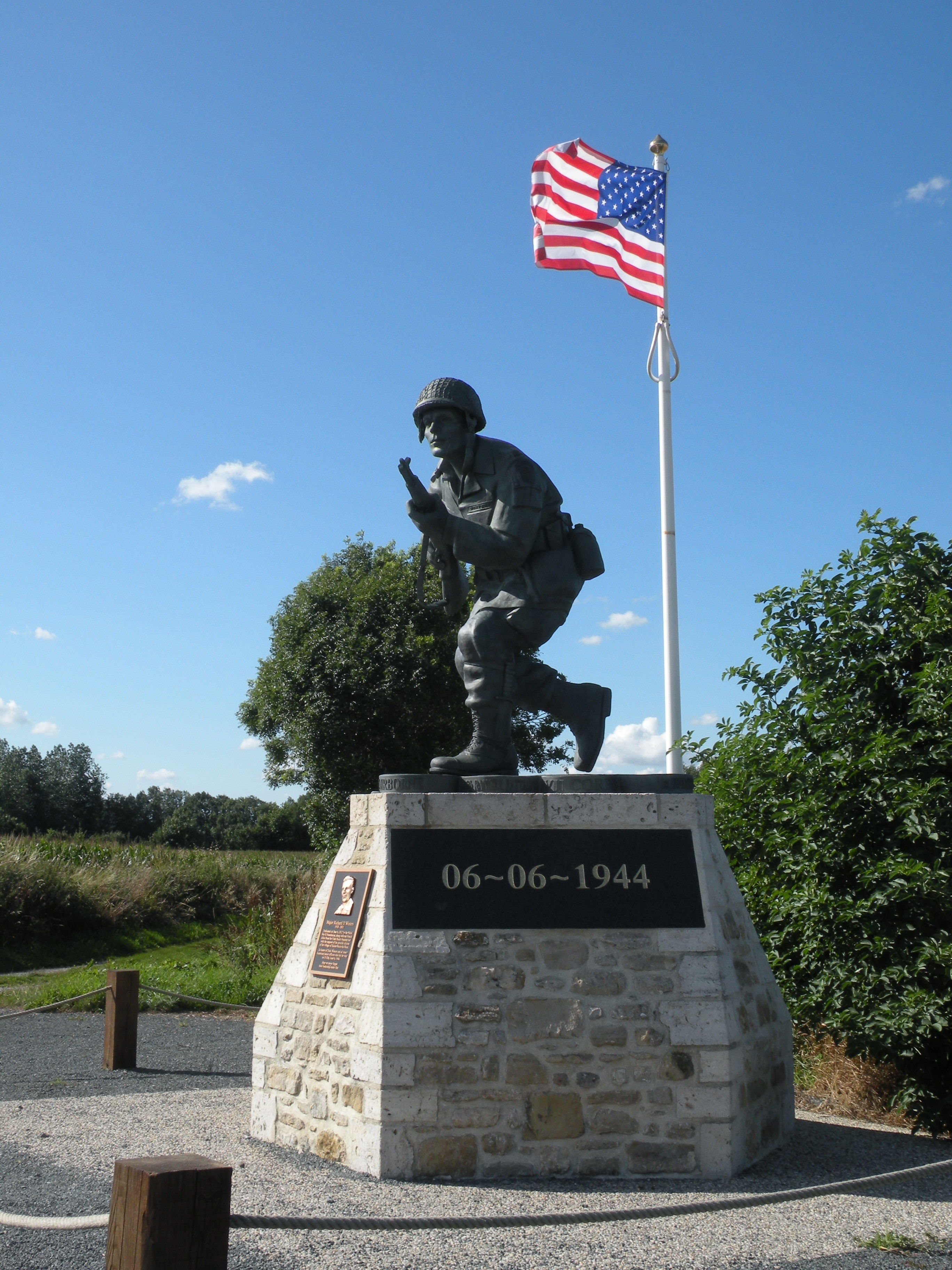
ノルマンディー、ユタ・ビーチのウィンターズ銅像

軍を除隊してからはニュージャージー州ニューブランズウィックで絆創膏工場の製造主任として働いた。1972年にペンシルベニア州の農家を相手に飼料や農機具などを扱う会社を設立し、その後間もなくペンシルベニア州ハーシーに移住して仕事を続け、1997年に引退した。ウィンターズは1951年、妻エセルと共に小さな農場を買い、家を建て2人の子供を育てたが、ここに「D-デイのとき自分自身に約束した平和と静寂を見つけた」と語っている。
1990年代になると、ウィンターズ自身の戦争体験やE中隊の仲間たちのことが何冊もの本やテレビ番組で取り上げられるようになった。1992年、スティーヴン・アンブローズは『Band of Brothers: Easy Company, 506th Regiment, 101st Airborne from Normandy to Hitler's Eagle's Nest（邦題:バンド・オブ・ブラザース　男たちの深い絆）』を書き、これがHBO制作のTVドラマ『バンド・オブ・ブラザース』の原作となった。また、ウィンターズをテーマとした本『 Biggest Brother: The Life of Major Dick Winters, The Man Who Led the Band of Brothers 』（ラリー・アレクサンダー著）が2005年に出版されている。
ウィンターズ自身の回顧録としては、2006年初頭に軍事史家で陸軍退役軍人であるコール・キングシード元陸軍大佐との共著『 Beyond Band of Brothers: The War Memoirs of Major Dick Winters 』が出版されている。またウィンターズはウェストポイントの米陸軍士官学校で士官候補生を相手にリーダーシップについての講義を多数行い、2009年5月16日にはフランクリン・アンド・マーシャル・カレッジから人文学の名誉博士号を贈られた。
ウィンターズは数多くの称賛を浴びたが、自身の軍歴については至って謙虚であった。ドラマ『バンド・オブ・ブラザース』結びのインタビューシーンで、ウィンターズはマイク・ラニー軍曹から受け取った手紙の一節を引用して次のように語っている。
マイク・ラニーが手紙をくれた。こんな文面だ。
「孫にこんな事を聞かれたのを思い出します。『おじいちゃんは、戦争の英雄だったの？』
『違うよ。仲間みんなが英雄だった』」—『バンド・オブ・ブラザース』第10話
2011年1月2日、死去。亡くなる前の数年間はパーキンソン病を患い、ペンシルベニア州キャンベルタウン近郊の介護施設で過ごしていた。生前、葬儀は非公開とすることを望んでいたことから、2011年1月8日に近親者のみが参列して式が執り行われ、ペンシルベニア州エフラタにあるベルクストラーセ福音ルーテル教会墓地にある、ウィンターズの両親の墓の隣に埋葬された。墓石には「 Richard D. Winters WW II 101st Airborne （リチャード・D・ウィンターズ　第二次世界大戦　第101空挺師団）」と刻まれている。

## 受章

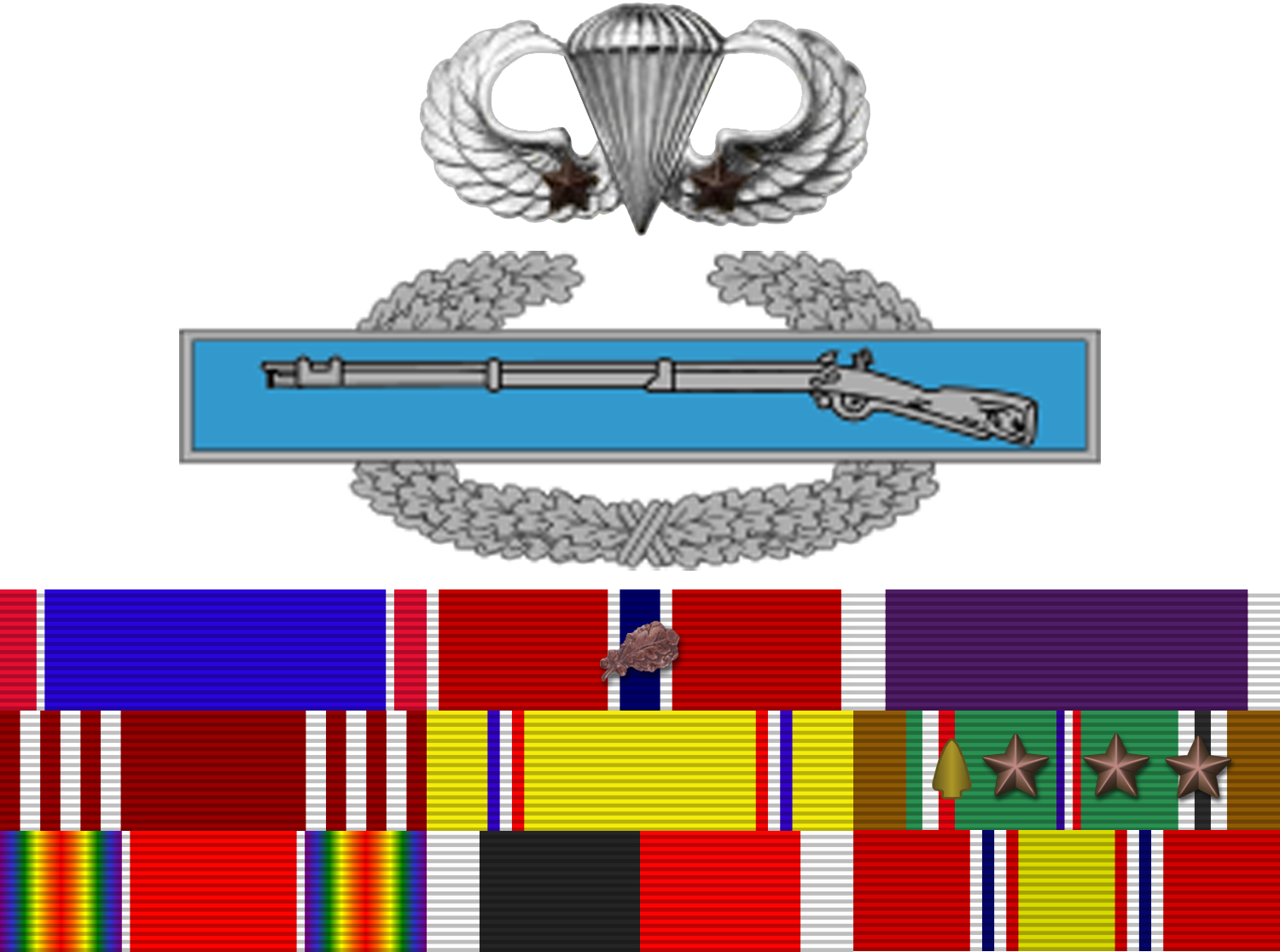
ウィンターズの略綬

|                                                     | 殊勲十字章 |
| Bronze oak leaf cluster                             | ブロンズスター柏葉1個（Bronze star with one Oak Leaf Cluster）                                                               |
|                                                     | パープルハート章 |
| Bronze oak leaf cluster                             | 柏葉付殊勲部隊章（Presidential Unit Citation with one Oak Leaf Cluster）                                                     |
|                                                     | アメリカ防衛従軍記章 |
|                                                     | 国土防衛従軍章 |
| Arrowhead · Bronze star · Bronze star · Bronze star | ヨーロッパ・アフリカ・中東戦役従軍章（European-African-Middle Eastern Campaign Medal with 3 service stars and arrow device） |
|                                                     | 第二次世界大戦戦勝記念章 |
|                                                     | 進駐軍記章（Army of Occupation Medal）                                                                                       |
|                                                     | フレンチ・リベレイション・メダル（French Liberation Medal）                                                                  |
|                                                     | ベルギー第二次世界大戦従軍記章（Belgian WWII Service Medal）                                                                 |
|                                                     | 戦闘歩兵記章（Combat Infantryman Badge）                                                                                     |
|                                                     | パラシュート兵バッジ（Parachutist Badge with 2 combat stars）                                                                |
|                                                     | メダル・オブ・ザ・シティ・オブ・アイントホーフェン（Medal of the City of Eindhoven）                                         |